# Misunderstood (film)
Misunderstood is een Amerikaanse dramafilm uit 1984 onder regie van Jerry Schatzberg met in de hoofdrollen Gene Hackman, Henry Thomas, Rip Torn, Huckleberry Fox en Maureen Kerwin. De film is gebaseerd op de gelijknamige roman uit 1869 van Florence Montgomery over een jongen die worstelt met familie, vrienden en relaties na de dood van zijn moeder.

## Verhaal
Ned Rawley is een Amerikaanse scheepseigenaar gevestigd in Tunesië, waar zijn bedrijf floreert en hem volledig in beslag neemt. Hij woont in een prachtige villa met zijn twee zoons, Miles en Andrew, die verzorgd worden door een pas gearriveerde huishoudster omdat hun moeder net in een ziekenhuis in het buitenland is overleden. De vader besluit deze tragedie voor de jongste te verbergen en verzint een langere reis voor zijn moeder.
Zijn oudste zoon blijft hij als een "man" behandelen. Hij vertelt hem over de verdwijning van zijn moeder, maar op een koele manier omdat hij bang om zijn gevoelens te uiten. Hij beseft niet dat zijn zoon geen genegenheid krijgt en lijdt onder de afwezigheid, de strenge opvoeding die zijn vader hem oplegt en het feit dat al diens aandacht naar zijn jongste zoon gaat.
Uiteindelijk komen vader en zoon pas dichter bij elkaar tijdens een ongeluk, veroorzaakt door Andrew.

## Rolverdeling
| Acteur          | Personage  |
| --------------- | ---------- |
| Gene Hackman    | Ned Rawley |
| Henry Thomas    | Andrew     |
| Rip Torn        | Will       |
| Huckleberry Fox | Miles      |
| Maureen Kerwin  | Kate       |
| Susan Anspach   | Lilly      |
| June Brown      | Mrs. Paley |
| Helen Ryan      | Lucy       |
| Nadim Sawalha   | Ahmed      |

## Release en ontvangst
Misunderstood werd uitgebracht in Japan op 10 december 1983 en in de Verenigde Staten op 30 maart 1984. De film rekende op het succes van Gene Hackman en Henry Thomas, destijds een succesvolle kindster die in verschillende kaskrakers speelde. De film flopte echter in de Amerikaanse bioscopen en bracht slechts 1.525.532 dollar op aan de kassa, tegenover een productiebudget van 10 miljoen dollar.
De critici waren verdeeld over de film. Het acteerwerk werd geprezen, maar er kwam kritiek op de te ingetogen benadering van het onderwerp.